# 焦万娜·特里利尼
焦万娜·特里利尼（義大利語：Giovanna Trillini，1970年5月17日—），意大利女子击剑运动员，专攻花剑，她在职业生涯期间共获得8枚奥林匹克运动会奖牌，其中包括3枚团体金牌和1枚个人金牌。